# Indonesia Investment Authority
Die Indonesia Investment Authority (INA; indonesisch: Lembaga Pengelola Investasi, wörtlich „Investment Management Agency“, LPI) ist neben dem Danantara einer von zwei Staatsfonds Indonesiens.

## Geschichte
Der INA wurde im Februar 2021 im Rahmen des Arbeitsbeschaffungsgesetzes ins Leben gerufen und soll Investitionen anziehen, Arbeitsplätze schaffen, das Wirtschaftswachstum ankurbeln und die Wirtschaft des Landes durch die Diversifizierung in neue Anlageklassen stärken.
Die indonesische Regierung hat INA mit einem Startkapital von 5 Milliarden US-Dollar ausgestattet. Das Barkapital wurde im Februar 2021 (im Wert von 1 Milliarde US-Dollar) und November 2021 (im Wert von 1 Milliarde US-Dollar) ausgezahlt. Im Dezember 2021 übertrug die Regierung Anteile an zwei staatlichen Unternehmen (Bank Mandiri und Bank Rakyat Indonesia im Wert von 3 Milliarden US-Dollar).
Ziel ist es, ein Vermögen von 24,5 Milliarden US-Dollar zu verwalten. Im Gegensatz zu Staatsfonds anderer Länder, die überschüssige Öleinnahmen oder Devisenreserven verwalten, sucht der INA ausländische Fonds als Co-Investoren, um die wirtschaftliche Entwicklung des Landes zu finanzieren.
Im Jahr 2022 wurde INA Vollmitglied des International Forum of Sovereign Wealth Funds.
Ebenfalls im Jahr 2022 gründete INA ihre Tochtergesellschaften PT Maleo Investai Indonesia, PT Rafflesia Investasi Indonesia, PT Abhinaya Investasi Indonesia, PT INA DP World, PT Swarna Investasi Indonesia und PT Akar Investasi Indonesia.

## Portfolio
Seit seiner Gründung im Jahr 2021 bis Juni 2023 hat der Fonds mehr als 3 Milliarden US-Dollar Kapital investiert, darunter 800 Millionen US-Dollar in Mitratel im Rahmen einer Partnerschaft mit der Abu Dhabi Investment Authority, dem Abu Dhabi Growth Fund und dem GIC. Die INA investierte außerdem 150 Millionen US-Dollar zusammen mit dem Silk Road Fund in Kimia Farma, 500 Millionen US-Dollar zusammen mit Masdar in Pertamina Geothermal Energy und 300 Millionen US-Dollar in Traveloka. Die INA unterzeichnete im April 2022 einen Investitionspakt für den Ausbau mautpflichtiger Straßen auf Java und Sumatra. Im Juni 2023 ging die INA eine Partnerschaft mit MCUDI und der ESR Group für Investitionen in drei Logistikparks in Indonesien ein. Nach Angaben des indonesischen Außenministeriums hat die INA im Juni 2023 mit DP World aus den Vereinigten Arabischen Emiraten eine Vereinbarung über den Ausbau und die Verbesserung der Infrastruktur des Hafens von Belawan, Medan, getroffen. An dieser Zusammenarbeit war auch Prima Terminal Petikemas Ltd, eine Tochtergesellschaft von Pelindo, beteiligt. Im Juli 2023 erwarb die INA zwei Abschnitte der Trans-Sumatra-Mautstraße für 12,5 Billionen Rupiah von PT Hutama Karya.
Im November 2023 investierte die INA 20 % ihrer Gesamtinvestitionen in den Bereich der neuen erneuerbaren Energien.

## Mitgliedschaften
Sie ist Mitglied im International Forum of Sovereign Wealth Funds (IFSWF) und hat sich damit verbunden auch den Santiago-Prinzipien für angemessenes Handeln und ordentlicher Geschäftstätigkeit verschrieben.